# عمر سعيد
عمر سعيد الإسماعيل (مواليد 29 يناير 1999) لاعب كرة قدم إماراتي يجيد اللعب كظهير أيمن مع نادي خورفكان في دوري الخليج العربي الإماراتي.

## مسيرة اللاعب
لعب في نادي حتا ونادي العين ونادي خورفكان.

## روابط خارجية
- عمر سعيد على موقع Soccerway.com (الإنجليزية)
- عمر سعيد على موقع كووورة